# Indo-European Telegraph Company

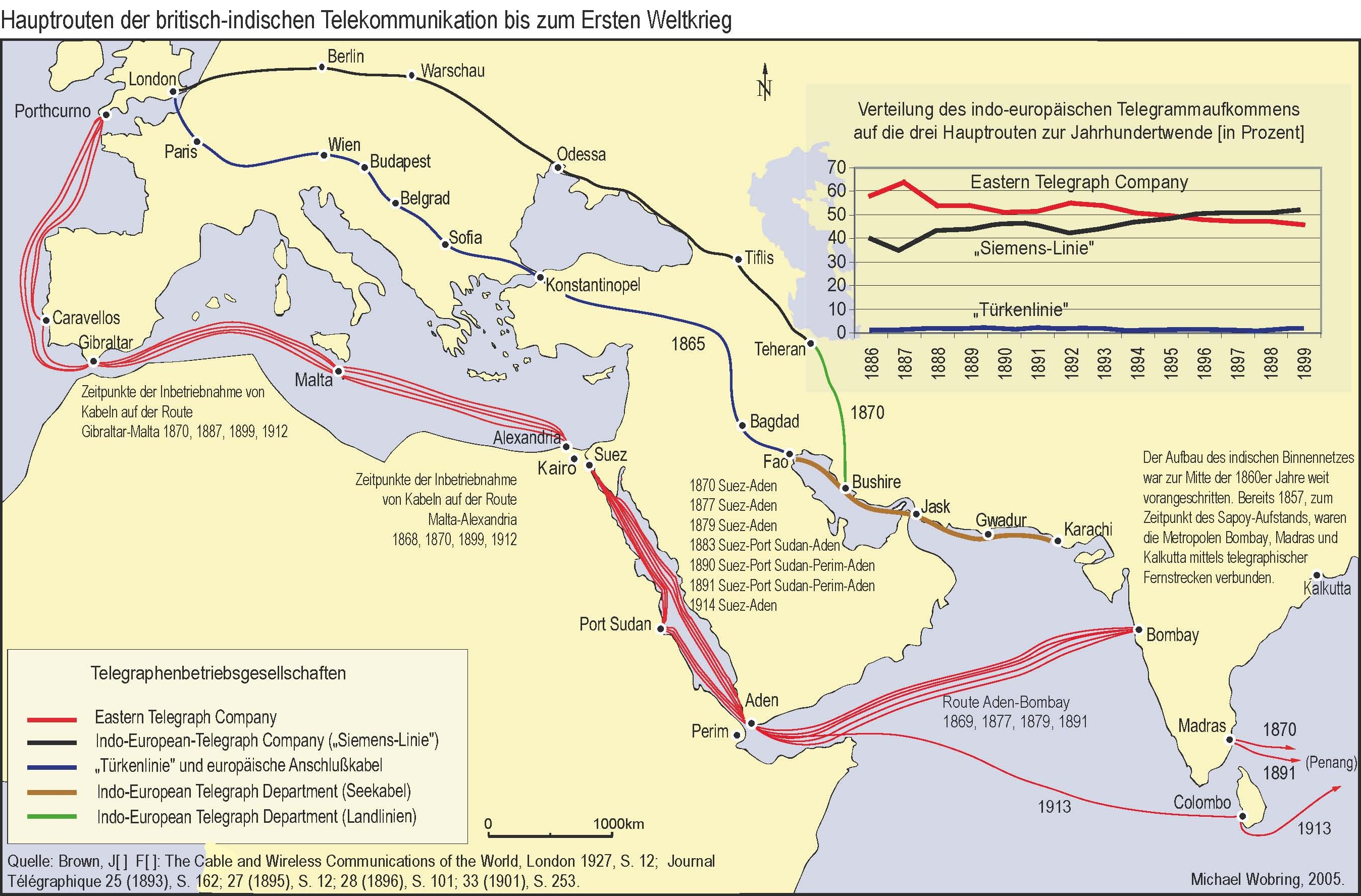
Développement de l_’Indo-European Telegraph Co en 1914.

L’Indo-European Telegraph Company était une des plus importantes sociétés de télégraphie des années 1860, chargée d'établir un lien entre Londres et Bombay.

## Histoire
L'Indo-European Telegraph Company était chargée de finaliser un grand projet télégraphique, associant l'Orient à l'Europeː elle doit prolonger le projet de câble de Reuters reliant Lowestoft à l'île allemande de Norderney puis Hanovre et Hambourg et qui affiche une rentabilité de 19 % dès 1868. Via l'Iran, il doit relier Bombay à Londres. La société est très bien valorisée à son entrée en Bourse, avec 450 000 sterling. Elle promet à ses actionnaires un bénéfice de 85000 sterling par an, grâce à un trafic de 200 messages par jour et un dividende 20 %. Les frères Siemens détiennent 20̥ pour cent de l'entreprise, via les banques Rothschild, Schaafhausen and Mevissen et Paul-Julius Reuters est également dans l'aventure. Environ 80 %  du capital est placé en Angleterre.
Le président de l'"Indo", fondée en avril 1868, était Robert Grimston et son directeur général Henry Weaver, ex-président de l'Electric and International Telegraph Company. Le câble est entièrement posé à la fin de l'année 1870.